# Mahmudiye, Alaca
Mahmudiye là một xã thuộc huyện Alaca, tỉnh Çorum, Thổ Nhĩ Kỳ. Dân số thời điểm năm 2010 là 143 người.